# Ansberto di Rouen
Ansberto di Rouen (in francese Ansbert) (Chaussy, 629 – Hautmont, 9 febbraio 695) fu un abate e vescovo francese del VII secolo; è venerato dalla Chiesa cattolica come santo.
Nacque da un nobile guerriero di nome Siwin, consigliere del re Clodoveo II, oltre che suo referendario, e fu il terzo abate dell'Abbazia di Saint-Wandrille a Fontenelle e poi vescovo di Rouen e cancelliere del re Clotario III.

## Biografia
Fu educato dal padre alle armi e alla caccia, ma già in giovane età fu attratto dalla vita religiosa. Il padre, preoccupato di dargli una vantaggiosa sistemazione, chiese per lui la mano di Angadrisma, figlia di Roberto, conte di Renty e cancelliere del re Clotario III. Ansberto e Angadrisma, pur accettando il fidanzamento per obbedienza ai genitori, non intendevano sposarsi, perché volevano consacrare la loro vita a Dio, e si fecero la promessa reciproca di mantenere per sempre la verginità. Angadrisma inoltre fece preghiere affinché qualche malattia le togliesse la sua bellezza, la sua preghiera fu esaudita e ben presto il suo viso fu rovinato da una brutta malattia della pelle, tanto che i genitori dovettero acconsentire alla sua separazione da Ansberto e al suo ingresso nel convento di Sant'Audoeno (Sant'Ouen). Dopo la sua consacrazione, miracolosamente guarì dalla malattia e riacquistò la sua bellezza, ciò impressionò fortemente tutti.
Ansberto, felice per tutto ciò, desiderava votarsi anche lui alla vita religiosa, ma fu costretto a restare ancora per qualche tempo alla corte di Clotario III, perché dovette sostituire Roberto nell'incarico di cancelliere del re; di questo periodo ci resta la traccia di un documento dell'epoca da lui redatto: si tratta di un giudizio di Clotario III, fra l'abbazia di Saint-Denis e il vescovo di Le Mans Baracharius pronunciato nel novembre 659. Ansberto restò ancora qualche tempo a palazzo, anche se non sopportava l'atmosfera dissoluta da cui era circondato.
Una notte, nel 673 lasciò segretamente il palazzo e si recò nell'abbazia di Fontenelle, per raggiungere l'abate Vendregisilo della cui vita ascetica gli era giunta la fama. Questi lo rimproverò perché aveva lasciato il suo incarico, e allora Ansberto ritornò dal re e chiese di esserne esentato. Tornò a Fontenelle e presto fece i voti religiosi, poi fu ordinato sacerdote dal vescovo di Rouen Sant'Audoeno. Pur essendo un dotto studioso dei testi sacri, non disdegnava i lavori manuali, un giorno che zappava i campi incontrò il principe Thierry, terzo figlio di Clodoveo II, che andava a caccia e gli predisse che sarebbe diventato re, e per prova di ciò gli disse che il terreno dove aveva piantato la tenda sarebbe rimasto sempre verdeggiante. Il principe gli rispose che se un giorno fosse divenuto re, l'avrebbe fatto vescovo.
Alla morte di Vendregisilo, a capo dell'abbazia di Fontenelle andò Lamberto, un cugino di Angadrisma, con il quale Ansberto era molto legato. Quando poi Thierry diventò re nominò Lamberto vescovo di Lione e Ansberto diventò abate di Fontenelle. Questa nomina riempì di felicità i monaci dell'abbazia, che ringraziarono Dio per aver loro dato un superiore così buono. Ansberto governò molto saggiamente l'abbazia, facendosi amare più che temere. Curò sia le esigenze spirituali che materiali del monastero. Fece costruire un ospizio per ricoverarvi dodici poveri vecchi rifornendoli di tutto il necessario. Fece anche costruire altri due alloggi per i poveri sfamandoli.
Nella sua Vita scritta dal monaco Aigrado si legge che «...sebbene fosse il superiore degli altri, era il più umile di tutti, si vestiva poveramente ed era molto frugale, dal suo viso promanava la serenità e la luce del suo spirito, era ammirevole per la sua pazienza, e grande era il suo amore per i poveri, ai quali faceva grandi elemosine...». Ansberto fece anche costruire la biblioteca dell'abbazia, arricchendola di molti testi antichi fra i quali Cicerone, e degli scritti di San Gregorio Magno e di san Colombano. Due anni dopo andò a fondare un'abbazia a Douzère, nel Delfinato, ritornando poi a Fontenelle.
Qualche tempo dopo il santo vescovo di Rouen Audoeno morì. Ansberto partecipò ai funerali con tutti i suoi monaci, allora gli abitanti di Rouen lo vollero come vescovo e mandarono un'ambasceria dal re Thierry per perorare la causa. Ansberto fu chiamato dal re, ma si rifiutò di andare per paura di essere nominato vescovo, il re lo fece chiamare nuovamente, anche perché vedeva il compirsi della profezia di Ansberto, e appena questi giunse a corte, lo fece consacrare arcivescovo di Rouen dal suo vecchio amico Lamberto arcivescovo di Lione.

Da vescovo svolse il suo incarico con estremo zelo e umiltà, occupandosi dei poveri, curando il restauro delle chiese, dando sistemazione alle reliquie di sant'Audoeno nella chiesa di San Pietro. Diede anche dei particolari privilegi all'abbazia di Fontenelle. Scrisse un libro dal titolo Quaestiones.
Intanto in Francia scoppiò una guerra civile dopo la quale Thierry venne comunque riconosciuto sovrano unico e legittimo di tutti i regni franchi anche se dovette cedere ogni potere a Pipino di Herstal, nominato maggiordomo di palazzo e dux et princeps dei Franchi. Alcuni malevoli accusarono Ansberto di aver favorito i nemici di Pipino Varato e Gilimer. Pipino allora lo esiliò nel monastero di Hautmont, dove però Ansberto ebbe modo di ritrovare la sua vocazione ascetica, e la fama della sua santità si diffuse per tutto il circondario. Dopo qualche tempo Pipino riconobbe l'errore che aveva fatto e gli ordinò di tornare a Rouen, ma Ansberto, che sentiva approssimarsi l'ora della sua morte, gli mandò a chiedere umilmente di poter essere seppellito nell'abbazia di Fontenelle. Qualche giorno dopo riunì per la messa tutti i monaci, la celebrò, diede la benedizione a tutti, fece il segno della croce e dolcemente morì, era il 9 febbraio 695.

## Culto
Il Martirologio romano fissa la memoria liturgica il 9 febbraio.
Il corpo di Asberto fu portato a Fontenelle come lui aveva richiesto, e durante il viaggio avvennero parecchi miracoli: alcuni indemoniati furono liberati, dei paralitici furono guariti, e altri malati ricevettero sollievo dalle loro malattie. A Fresnoy-le-Grand una donna da tanto tempo indemoniata si avvicinò al feretro del santo e fu liberata, i fedeli costruirono in quello stesso luogo una cappella, che fu meta di pellegrinaggio e dove avvennero parecchi prodigi. Ma il miracolo più grande fu che dopo un lungo viaggio durato un mese, al momento di seppellirlo, il corpo fu trovato intatto e con diverse croci impresse sulle braccia e sul torace. Fu quindi sepolto nell'abbazia di Fontenelle, dove avvennero parecchi miracoli. Dopo, per paura delle incursioni dei Normanni le sue reliquie subirono diversi trasferimenti, in ultimo furono portate nella chiesa di San Pietro in Gand dove durante le guerre di religione furono bruciate dagli Ugonotti, nel 1579.
Sant'Ansberto viene raffigurato seduto che legge con un flagello in mano, oppure con un calice in mano, forse per ricordare che quando si trovava a Fontenelle si prendeva cura della vigna del convento.